# Halbrite
Halbrite es un pueblo canadiense situado en la provincia de Saskatchewan.

## Superficie
Halbrite tiene una superficie de 1,1 km².

## Demografía
En 2021, tenía 110 habitantes, una densidad poblacional de 100 hab./km², y 60 viviendas.